# Ricu Dóan
Ricu Dóan (japonsky 堂安 律; * 16. června 1998) je japonský profesionální fotbalista, který hraje na pozici křídelníka za německý klub Eintracht Frankfurt a za japonský národní tým.

## Klubová kariéra
S kariérou začal v japonském klubu Gamba Ósaka. V roce 2017 přestoupil do nizozemského klubu FC Groningen. O dva roky později v roce 2019 přestoupil do nizozemského týmu PSV Eindhoven.

## Reprezentační kariéra
Jeho debut za A-mužstvo Japonska proběhl v zápase proti Kostarice 11. září 2018. S japonskou reprezentací se zúčastnil Mistrovství Asie ve fotbale 2019. S týmem získal stříbrné medaile. Dóan odehrál za japonský národní tým celkem 18 reprezentačních utkání.

## Statistiky
| Japonsko | Japonsko | Japonsko |
| Roky     | Záp.     | Góly     |
| -------- | -------- | -------- |
| 2018     | 5        | 1        |
| 2019     | 13       | 2        |
| Celkem   | 18       | 3        |

## Úspěchy

### Klubové
Gamba Ósaka
- Císařský pohár: Vítěz; 2015

### Reprezentační
- Mistrovství Asie: ; 2019